# Inventing the Abbotts
Inventing the Abbotts (br Círculo de Paixões) é um filme de drama romântico norte-americano de 1997 dirigido por Pat O'Connor e estrelado por Liv Tyler, Joaquin Phoenix, Billy Crudup, Jennifer Connelly, e Joanna Going. O roteiro de Ken Hixon é baseado em um conto de Sue Miller. A trilha sonora original foi composta por Michael Kamen.

## Sinopse
Quando ainda crianças, os irmãos Jacey (Crudup) e Doug (Phoenix) ficam órfãos do pai. Agora jovens adolescentes, eles ajudam a mãe a manter suas vidas de maneira humilde mas honesta. Um segredo do passado, no entanto, é que sustenta a ira de Jacey em relação à família dos Abbott, conhecida na pequena Haley, Illinois, por suas festas de gala. Primeiro, Jacey não se conforma de a mãe ter vendido uma propriedade para Lloyd Abbott (então o melhor amigo do marido), o que o tornaria mais tarde milionário. O rapaz também acredita que Lloyd fora o responsável pela morte do pai. É a partir dessa premissa, em que ficam evidentes as divergências entre as duas famílias de classes socias distintas em meados do anos 50, que o diretor Pat O'Connor (Três Amigas e uma Traição/Circle of Friends, 1995) cria um drama cujo conflito pode ter resultados devastadores na vida de todos. Começa que o jovem Jacey quer se vingar. Para tanto toca diretamente no ponto fraco de Lloyd Abbott. Jacey irá conquistar, uma a uma, as três belas filhas de Lloyd. A vingança de Jacey, no entanto, afeta diretamente o irmão caçula, Doug, já que este é apaixonado por uma delas, Pam (Liv Tyler).

## Elenco
- Liv Tyler como Pamela Abbott
- Joaquin Phoenix como Doug Holt
- Billy Crudup como Jacey Holt
- Jennifer Connelly como Eleanor Abbott
- Will Patton como Lloyd Abbott
- Kathy Baker como Helen Holt
- Joanna Going como Alice Abbott
- Barbara Williams como Joan Abbott
- Alessandro Nivola como Peter Vanlaningham
- Michael Keaton como narrador/Doug Holt mais velho
- Zoe McLellan como Sandy

## Recepção
Inventing the Abbotts foi mal recebida pela crítica de cinema. No Rotten Tomatoes, o filme tem um índice de aprovação de 31% com base nas avaliações de 26 críticos.
Emanuel Levy da Variety escreveu: "O elenco de recém-chegados é atraente, mas este melodrama de cidade pequena é tão antiquado e sem contato com a juventude contemporânea que parece ter sido feito ao mesmo tempo em que sua história se passa, em 1957". Roger Ebert, do Chicago Sun-Times deu ao filme 2/4.